# Sennen (Cornwall)
Koordinaten: 50° 4′ N, 5° 41′ W
| \| Sennen \|    |
| Lage von Sennen |
| Sennen          |

| Sennen |

Sennen (kornisch: San Senan) ist eine etwa 9 km² große Gemeinde und ein Ort im ehemaligen District Penwith der Grafschaft Cornwall in England. Die Gemeinde umfasst die Orte Sennen mit der Siedlung Sennen Cove, Trevescan, Carn Towan sowie Land’s End und liegt etwa 13 km westlich von Penzance.

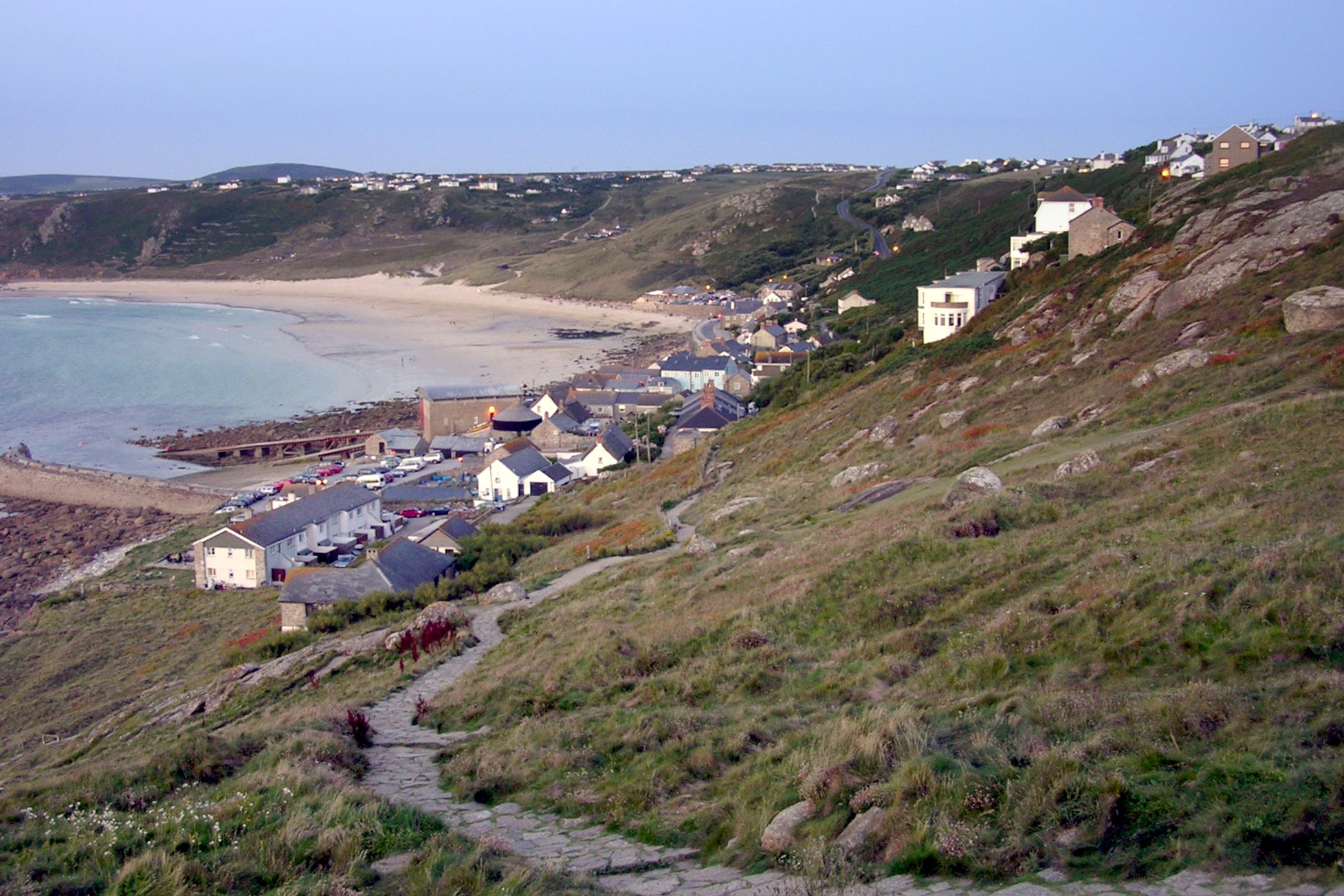
Abenddämmerung in Sennen Cove

Sie liegt am Atlantik und grenzt an die Gemeinde St Just in Penwith im Norden, an St Levan im Süden und an St Buryan im Osten. Der Ort Sennen ist der westlichste des englischen Festlands. Erreichbar ist er über die Schnellstraße A30 weniger als 2 km von Land’s End entfernt. Der Ort besitzt eine bekannte Bucht mit Sandstrand (Sennen Cove), die auch ein beliebtes Surf-Revier ist.
Der Namensgeber von Sennen ist eine gewisse Sanctae Sennanae. Sie wird in der Steuerrolle von 1377 benannt. Fälschlicherweise wird Sennen oft mit dem irischen Heiligen Senán in Verbindung gebracht.